# Dimecres boig
 Dimecres boig (títol original en anglès: The Sin of Harold Diddlebock) és una pel·lícula estatunidenca dirigida per Preston Sturges, estrenada el 1947. Ha estat doblada al català.

## Argument
Després de 22 anys treballant en la mateixa empresa, Harold Diddlebock perd la seva feina. Amb tots els seus estalvis a la butxaca, surt al carrer disposat a començar una nova vida. Es troba amb alguns amics i beu les seves primeres copes d'alcohol. L'endemà al matí només recorda que va guanyar una fortuna en les curses de cavalls, però ja no li queda ni un cèntim. Al llarg del dia anirà patint les conseqüències de les extravagàncies que ha comès amb els seus diners. Una d'ella consisteix a comprar un circ.

## Repartiment
- Harold Lloyd: Harold Diddlebock
- Jimmy Conlin: Wormy
- Raymond Walburn: E.J. Waggleberry
- Rudy Vallee: Lynn Sargent
- Edgar Kennedy: Jake, el barman
- Arline Judge: La manicura
- Franklin Pangborn: Formfit Franklin
- Lionel Stander: Max
- Margaret Hamilton: Flora
- Jack Norton: James R. Smoke
- Robert Dudley: Robert McDuffy
- Arthur Hoyt: J.P. Blackstone
- Julius Tannen: El banquer míop
- Al Bridge: Wild Bill Hickock
- Robert Greig: Algernon McNiff
- Georgia Caine: La dona barbuda
- Torben Meyer: El barber amb bigoti
- Victor Potel: El professor Potelle
- Frances Ramsden: Frances Otis

Actors que no surten als crèdits :
- J. Farrell MacDonald: El sergent de servei
- Angelo Rossitto: El nan

## Premis i nominacions

### Nominacions
- 1951: Globus d'Or al millor actor musical o còmic per Harold Lloyd
- 1951: Gran Premi del Festival al Festival de Canes